# 2022 v dopravě

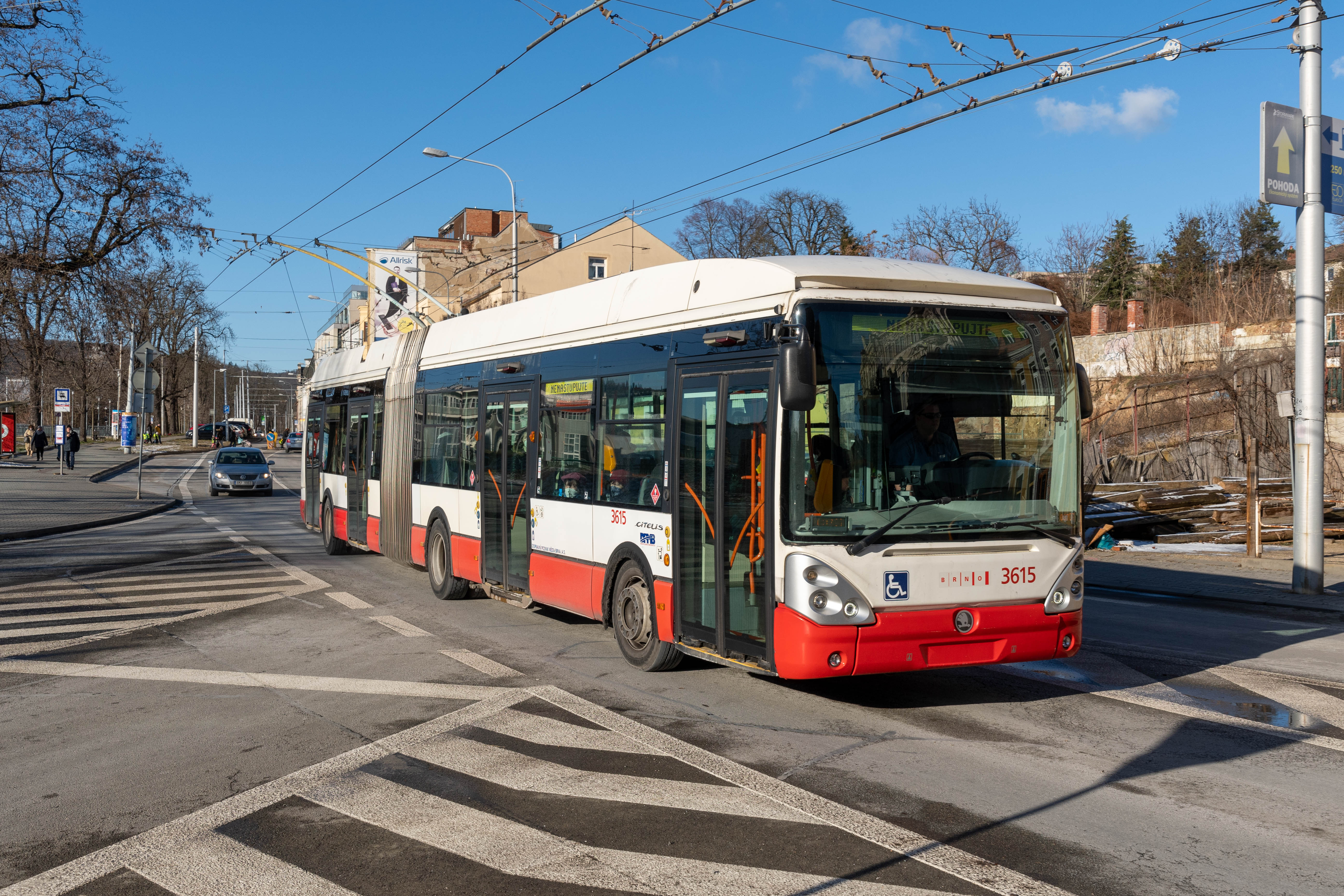
Trolejbus 25Tr v Brně

Tento článek obsahuje seznam událostí souvisejících s dopravou, které proběhly roku 2022.

## Únor
- 6. února

 Dopravní podnik města Brna ukončil provoz trolejbusů Škoda 25Tr, což bylo umožněno dodávkami nových vozidel Škoda 27Tr. Vyřazované trolejbusy zčásti odkoupil Dopravní podnik města Ústí nad Labem.

## Červen
- 30. června

 Byla v omezeném režimu otevřena část obchvatu Frýdku-Místku české dálnice D48 (obchvat I. etapa) a připojení dálnice D56 na D48.

## Červenec
- 1. července

 Byl obnoven provoz pravidelné osobní dopravy na IV. železničním koridoru po výluce způsobené dostavbou nového úseku Votice – Sudoměřice.
 Byl otevřen úsek obchvatu Jesenice nový úsek silnice II/101 o délce 1410 metrů postavený v II. etapě.
- 26. července

 Pro osobní automobily byl slavnostně otevřen Pelješacký most spojující přes Malo more a Malostonský záliv dvě části pevninského Chorvatska oddělené hercegovinským neumským koridorem.

## Září
- 1. září

 Byl zahájen plnohodnotný dvoukolejný provoz na IV. železničním koridoru v novém úseku Votice – Sudoměřice.
- 2. září

 Byla zprovozněna část obchvatu Frýdku-Místku české dálnice D48 (obchvat I. etapa). Připojení dálnice D56 na D48 bylo otevřeno v plném profilu a dálnice D56 se stala šestou kompletní českou dálnicí.
- 11. září

 Byl obnoven provoz pravidelné osobní dopravy na IV. železničním koridoru po výluce způsobené dostavbou nového úseku Soběslav – Doubí u Tábora.
- 17. září

 Byl otevřen Viselský průplav přes Viselskou kosu.

## Říjen
- 25. října

 Společnost CZ LOKO zahájila dodávky posunovacích lokomotiv řady SM60 (obdoba české řady 797) pro polského dopravce PKP Intercity. Dodávka celé desetikusové série má být ukončena počátkem roku 2023.
- 28. října

 V síti varšavského metra byla poprvé nasazena souprava Škoda Varsovia. Soupravy jsou převáženy z výrobního závodu v Plzni do Varšavy po železnici dopravci ČD Cargo a CD Cargo Poland.

## Listopad
- 6. listopadu

  Moldavsko a Ukrajina obnovily přímé vlakové spojení obou zemí zahájením provozu vlaků společnosti Ukrzaliznycja na trati Kišiněv–Kyjev.

## Prosinec
- 9. prosince

 Po roce byla ukončena úplná výluka železničního provozu mezi Blanskem a Brnem na trati Brno – Česká Třebová, v rámci které byl modernizována trať mezi stanicemi Blansko a Brno-Maloměřice, včetně  stanice Adamov.
- 11. prosince

 Dopravce RegioJet ÚK začal na osobních vlacích v Ústeckém kraji nasazovat nové elektrické jednotky řady 654 dodané polským výrobce PESA Bydgoszcz.
- 19. prosince

 Byl otevřen úsek dlouhý 13,5 kilometru slovenské rychlostní silnice R2 Mýtna – Lovinobaňa – Tomášovce.
- 22. prosince

 Byl otevřen bezmála 15km úsek české dálnice D35 mezi Časy a Ostrovem v Pardubickém kraji.